# Luke's Newsie Knockout
Luke's Newsie Knockout er en amerikansk stumfilm fra 1916.

## Medvirkende
- Harold Lloyd som Luke
- Bebe Daniels.
- Snub Pollard.
- Charles Stevenson.
- Billy Fay.